# علم سانت لوسيا
أعتمد علم سانت لوسيا بشكله الحالي في 22 شباط - فبراير من سنة 2002 وقد تم اعتماد أول علم لجزيرة سانت لوسيا في 1أذار - مارس من سنة 1967.

## التاريخ
استعمر الفرنسيون سانت لوسيا عام 1635 ووقعوا بعد ذلك معاهدة مع السكان الأصليين المحليين بعد 45 عامًا في عام 1680. ومع ذلك، تنافس البريطانيون على السيطرة مع الفرنسيين، وكثيراً ما كانت الجزيرة تنتقل بين القوتين. استمر هذا الأمر حتى عام 1814، عندما وُقعت معاهدة باريس التي تنص على تخلي فرنسا نهائيًا عن سانت لوسيا لصالح البريطانيين، وأصبحت مستعمرة التاج للمملكة المتحدة داخل إمبراطوريتها الاستعمارية في نفس العام. خلال هذه الفترة الاستعمارية للحكم الفرنسي والبريطاني لم يكن لسانت لوسيا علم استعماري فريد.
أخيرًا في أغسطس 1939 منح البريطانيون سانت لوسيا شعار النبالة الفريد الخاص بها. وتألف شعار النبالة من درع أسود يضم عودين من الخيزران يشكلان صليبًا، مع وردتين تيودور يرمزان إلى إنجلترا وزهرتا زنبق يرمزان إلى فرنسا. استخدام هذا الشعار على الراية الزرقاء البريطانية من أجل تشكيل علم الإقليم.
أصبحت الجزيرة جزءًا من اتحاد جزر الهند الغربية من 1958 إلى 1962. ولكنه لم ينجح، وفي 1 مارس 1967 - بعد خمس سنوات من حل الاتحاد - أصبحت سانت لوسيا دولة منتسبة. أعطى هذا الاتحاد الدولة سيطرة كاملة على الشؤون الداخلية، بينما احتفظت بريطانيا بالمسؤولية عن الشؤون الخارجية والدفاع للجزيرة. اعتمد العلم الجديد للإقليم، الذي صممه دونستان سانت أومير، في نفس اليوم. عندما أستقلت سانت لوسيا في 22 فبراير 1979، ظل العلم اثني عشر عامًا دون تغيير، ولكن عدل الظل الأزرق وأحجام المثلثات بشكل هامشي.

## التصميم
تحمل ألوان ورموز العلم معاني ثقافية وسياسية وإقليمية. يمثل اللون الأزرق السماء والبحر، وتحديداً المحيط الأطلسي والبحر الكاريبي الذي يحيط بالبلاد. يشير اللونان الأسود والأبيض إلى الانسجام العرقي بين السود والبيض. يرمز اللون الأصفر إلى سطوع الشمس، وكذلك الازدهار. تمثل المثلثات البيتونات، وهما مخروطان بركانيان يقعان في الجزء الجنوبي الغربي من الجزيرة.

## أعلام سابقة
| العلم | التاريخ   | الاستخدام              | الوصف |
| ----- | --------- | ---------------------- | --- |
|       | 1875–1939 | علم مستعمرة سانت لوسيا | المثل الاتيني:STATIO HAUD MALEFIDA CARINIS |
|       | 1875–1939 | علم حاكم سانت لوسيا    | علم الاتحاد مع شعار سانت لوسيا عام 1875 في الوسط محاط بإكليل من الغار. |
|       | 1939–1967 | علم مستعمرة سانت لوسيا | الراية الزرقاء البريطانية مع شعار المستعمرة. يتكون هذا الشعار من درع أسود يضم عودين من الخيزران يشكلان صليبًا، مع وردتين تيودور يرمزان إلى إنجلترا وزهرتا زنبق يرمزان إلى فرنسا. |
|       | 1939–1979 | علم حاكم سانت لوسيا    | علم الاتحاد مع شعار سانت لوسيا عام 1939 في الوسط محاطة بإكليل من الغار. |
|       | 1967–1979 | علم سانت لوسيا         | حقل أزرق سيرولين، يتوسطه مثلث أسود متساوي الساقين، مع إطار أبيض ومثلث آخر باللون الأصفر.                                                                                        |
|       | 1979–2002 | علم سانت لوسيا         | حقل أزرق سيرولين، يتوسطه مثلث أسود متساوي الساقين، مع إطار أبيض ومثلث آخر باللون الأصفر. كُبر المثلث الأصفر وضُيق رأس المثلث                                                      |